# Jang Ok-ju
Jang Ok-ju (ur. 7 listopada 1988) – północnokoreańska lekkoatletka specjalizująca się w rzucie oszczepem.
Na mistrzostwach Azji w 2005 roku zajęła 10. miejsce ustanawiając (nieaktualny już) rekord Korei Północnej. 

## Osiągnięcia
| Rok  | Impreza          | Miejsce | Pozycja     | Wynik |
| ---- | ---------------- | ------- | ----------- | ----- |
| 2005 | Mistrzostwa Azji | Incheon | 10. miejsce | 41,68 |